# Gournay-Loizé
Gournay-Loizé és un municipi francès situat al departament de Deux-Sèvres i a la regió de la Nova Aquitània. L'any 2007 tenia 621 habitants.

## Demografia

### Població
El 2007 la població de fet de Gournay-Loizé era de 621 persones. Hi havia 246 famílies de les quals 72 eren unipersonals (32 homes vivint sols i 40 dones vivint soles), 73 parelles sense fills, 85 parelles amb fills i 16 famílies monoparentals amb fills.
La població ha evolucionat segons el següent gràfic:
Habitants censats

### Habitatges
El 2007 hi havia 335 habitatges, 254 eren l'habitatge principal de la família, 54 eren segones residències i 27 estaven desocupats. 324 eren cases i 8 eren apartaments. Dels 254 habitatges principals, 210 estaven ocupats pels seus propietaris, 38 estaven llogats i ocupats pels llogaters i 5 estaven cedits a títol gratuït; 6 tenien una cambra, 23 en tenien dues, 31 en tenien tres, 60 en tenien quatre i 133 en tenien cinc o més. 179 habitatges disposaven pel capbaix d'una plaça de pàrquing. A 113 habitatges hi havia un automòbil i a 112 n'hi havia dos o més.

### Piràmide de població
La piràmide de població per edats i sexe el 2009 era:
| Homes | Edats   | Dones |
| ----- | ------- | ----- |
| 0     | 95 o +  | 0     |
| 8     | 90 a 94 | 4     |
| 8     | 85 a 89 | 4     |
| 4     | 80 a 84 | 12    |
| 16    | 75 a 79 | 12    |
| 12    | 70 a 74 | 8     |
| 20    | 65 a 69 | 16    |
| 28    | 60 a 64 | 16    |
| 4     | 55 a 59 | 12    |
| 12    | 50 a 54 | 16    |
| 24    | 45 a 49 | 12    |
| 36    | 40 a 44 | 24    |
| 20    | 35 a 39 | 32    |
| 24    | 30 a 34 | 16    |
| 24    | 25 a 29 | 16    |
| 16    | 20 a 24 | 4     |
| 20    | 15 a 19 | 28    |
| 8     | 10 a 14 | 12    |
| 28    | 5 a 9   | 20    |
| 12    | 0 a 4   | 12    |

## Economia
El 2007 la població en edat de treballar era de 378 persones, 271 eren actives i 107 eren inactives. De les 271 persones actives 253 estaven ocupades (147 homes i 106 dones) i 17 estaven aturades (7 homes i 10 dones). De les 107 persones inactives 40 estaven jubilades, 29 estaven estudiant i 38 estaven classificades com a «altres inactius».

### Ingressos
El 2009 a Gournay-Loizé hi havia 256 unitats fiscals que integraven 609,5 persones, la mediana anual d'ingressos fiscals per persona era de 14.682 €.

### Activitats econòmiques
Dels 19 establiments que hi havia el 2007, 2 eren d'empreses extractives, 7 d'empreses de construcció, 1 d'una empresa de comerç i reparació d'automòbils, 2 d'empreses de transport, 1 d'una empresa d'informació i comunicació, 1 d'una empresa immobiliària, 2 d'empreses de serveis i 3 d'empreses classificades com a «altres activitats de serveis».
Dels 9 establiments de servei als particulars que hi havia el 2009, 1 era una funerària, 3 paletes, 1 guixaire pintor, 1 fusteria, 1 lampisteria, 1 agència immobiliària i 1 saló de bellesa.
L'any 2000 a Gournay-Loizé hi havia 33 explotacions agrícoles que ocupaven un total de 2.225 hectàrees.

## Equipaments sanitaris i escolars
El 2009 hi havia una escola elemental integrada dins d'un grup escolar amb les comunes properes formant una escola dispersa.

## Poblacions més properes
El següent diagrama mostra les poblacions més properes.